# طارق محمد
طارق محمد أو حسين بن عبد العزيز ملحن سعودي، وهو من الأسماء الفنية المستعارة للشاعر الأمير تركي بن عبد الرحمن آل سعود.

## أبرز قصائده

### طلال مداح
- راحت ليالينا

### محمد عبده
- ماعاد بدري.[1]
- ما تمنيتك

### سعود مجبل
- بالحيل، في البوم ليلة هناء 1984، كتبت باسم الأمير تركي بن عبد الرحمن.

### ذكرى
- الين اليوم
- وش أخباري
- قالها
- وداعتك قلبي
- مافيني شيء
- فزيت من نومي
- مسافر [ قالوا حبيبك مسافر ]
- هذا أنا.[2]
- دخيل الله
- شهر
- وينك أنت
- هذا أنت
- كتاب
- ألف عمر
- الجرح
- اجيلك شوق

### عبد المجيد عبد الله
ألبوم ليالينا 2004
- قله
- ولا تسوى
- فراغ العاطفة

ألبوم الحب الجديد 2005
- تمنيت
- يا عديم الشوق
- ما ذكر متى
- لين شافوني

ألبوم إنسان أكثر 2007
- إنسان أكثر
- أحتاج اسألك
- ما كنك "كلمات: خلف الخلف"

البوم مليون خاطر 2008
- سلامتك
- ألف مره
- الخاين الكذاب

ألبوم حلم 2012 "ميني البوم"
- حلم

ألبوم الخطايا عشر 2013
- أحبس العبرات
- لكل بداية نهاية
- تحياتي

ألبوم اسمعني 2015
- غلطة
- كله منك
- قبل اعرفك
- غشني

 ألبوم عالم موازي 2021
- عالم موازي
- مع السلامة
- أول حكايتنا
- ابك عني
- ابكتبله

سنقل
- خطأ تقدير
- خلص حنانك
- ذنب مين
- هيبة ملك
- روح الروح
- سلامك مثل السحر
- غريب
- هلابش
- تناقض
- ما قدرت اصبر
- أبي ارحل عنك
- ارتاح ومارتاح
- عمري ماخترت

خاص
- ساره
- اكتبوا كتابك

### نوال الكويتية
ألبوم نوال 2000
- شمس وقمر

ألبوم نوال 2002
- تفاصيل
- قد ماحبيت

ألبوم نوال 2004
- اقسى كلامي
- تبغى الصدق

ألبوم نوال 2006
- أنت طيب
- في جفاف العمر

ألبوم نوال 2009
- ليه ساكت
- وين انتهى
- صح

ألبوم نوال 2013
- لا تغلط.[3]
- يا فاهمني.[4]
- يا شوق

ألبوم نوال 2016
- بابك وبابك
- ما مات حبي لك
- مابي أكون الصح

ألبوم الحنين 2019
- ما تسوى غلا

### ماجد المهندس
ألبوم انسى 2008
- ليه

ألبوم اذكريني 2009
- ما صدقت

ألبوم أخ يا قلبي 2016
- محامي لك.[5]

### عباس إبراهيم
ألبوم منت فاهم 2008
- صريح
- سيوف الجفا

### أصالة نصري
ألبوم ياخي اسأل 2002
- يا أخي اسأل
- أسلي نفسي

ألبوم أعلق الدنيا 2016
- ذاك الغبي

### أنغام
ألبوم خلي بكره لبكره 1994
- خلي بكره لبكره
- حلفتكم بالله
- عيدنا مبارك
- محد فاضي
- هيبة ملك

ألبوم شي ضاع 1996
- شي ضاع
- أسرع من الريح
- لاتغيب

ألبوم راح تذكرني 2018
- إلهي

### جواد العلي
ألبوم المعروف 2000
- أتحرى العيد

ألبوم وجه الخير 2003
- ابسري
- أموت اعرف

سنقل
- شرهتي

### أسماء المنور
ألبوم روح 2010
- اقدم نفسي
- تودعني

### رباب
ألبوم الكلمة ميزان 1999
- انا لك

### عادل الخميس
ألبوم عيني عليك 1997
- الزم حدودك

ألبوم ياساتر 1999
- طرف عينه

### وعد
ألبوم جنون 2001
- ماقدر الومك

### أحمد الحريبي
ألبوم أبيك
- حبيب الناس

### محمد عمر
- على كذا